# Villardompardo

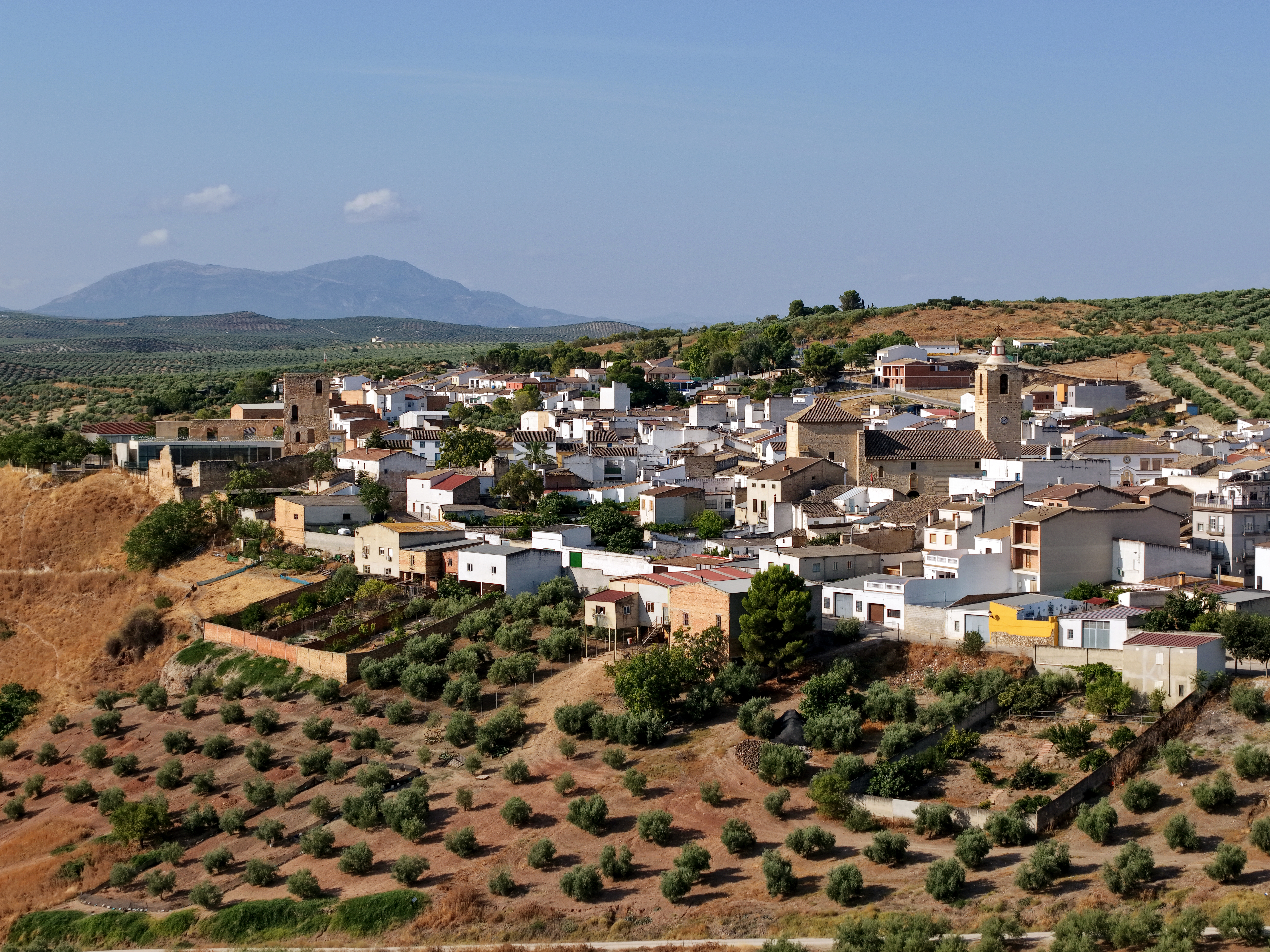
Vista general de Villardompardo

Villardompardo es una localidad y municipio español situado en la parte septentrional de la comarca Metropolitana de Jaén, en la provincia de Jaén. Limita con los municipios de Torredelcampo, Torredonjimeno y Escañuela. Tiene una población de 921 habitantes (INE 2024).
De terreno predominantemente llano, con alguna zona de desniveles, su casco urbano se halla sobre una loma.

## Demografía
Evolución de la población
| Gráfica de evolución demográfica de Villardompardo entre 2000 y 2019 |
|                                                                      |
| Población de derecho (2000-2019) según el padrón municipal del INE   |

## Organización político-administrativa

### Elecciones municipales
| Elecciones municipales desde 1979                     |      |      |      |      |      |      |      |      |      |      |      |      |
|                                                       | 1979 | 1983 | 1987 | 1991 | 1995 | 1999 | 2003 | 2007 | 2011 | 2015 | 2019 | 2023 |
| AP/PP                                                 | -    | -    | 5    | 5    | 5    | 4    | 4    | 3    | 6    | 6    | 4    | 5    |
| PSOE                                                  | 4    | 5    | 4    | 4    | 4    | 4    | 4    | 6    | 3    | 3    | 3    | 2    |
| UAPI                                                  | -    | -    | -    | -    | -    | -    | 1    | 0    | -    | -    | -    | -    |
| FADI                                                  |      | -    | -    | -    | -    | 1    | -    | -    | -    | -    | -    | -    |
| IND                                                   | -    | 4    | -    | -    | -    | -    | -    | -    | -    | -    | -    | -    |
| PSA                                                   | -    | -    | -    | -    | -    | -    | -    | 0    | -    | -    | -    | -    |
| PCE/IU                                                | 0    | -    | -    | -    | -    | -    | -    | -    | -    | -    | -    | -    |
| UCD                                                   | 5    | -    | -    | -    | -    | -    | -    | -    | -    | -    | -    | -    |
| En negrilla el partido más votado                     |      |      |      |      |      |      |      |      |      |      |      |      |
| Fuente:Datos de las elecciones municipales desde 1979 |      |      |      |      |      |      |      |      |      |      |      |      |

### Alcaldía
| Periodo   | Nombre                                                  | Partido                                            |
| --------- | ------------------------------------------------------- | -------------------------------------------------- |
| 1979-1983 | Juan Calzadilla Benavente                               |                                                    |
| 1983-1987 | Manuel Torres Armenteros                                |                                                    |
| 1987-1991 | Juan Calzadilla Benavente                               | 1983-1989                                          |
| 1991-1995 | Juan Calzadilla Benavente                               | Logo del PP desde 1989 hasta 1993                  |
| 1995-1999 | Juan Calzadilla Benavente                               | Logo del PP desde 1993 hasta 2001                  |
| 1999-2003 | José Contreras Ruiz                                     |                                                    |
| 2003-2007 | José Contreras Ruiz 2005:Francisco Manuel Serrano Mozas |                                                    |
| 2007-2011 | José Contreras Ruiz                                     |                                                    |
| 2011-2015 | Francisco López Gay                                     | Logo del PP desde 2008 hasta 2015                  |
| 2015-2019 | Francisco López Gay                                     | Logo del PP desde el 9 de julio de 2015 hasta 2019 |
| 2019-2023 | Francisco López Gay                                     | Logo del PP desde 2019 hasta 2022                  |
| 2023-act. | Francisco López Gay                                     |                                                    |

## Gastronomía

### Migas
Pan desmigado, mojado y frito con ajo y aceite. Siempre se acompañan con sus torreznos, sus chorizos, sus pimientos fritos, sus sardinas y rematadas con aceitunas verdes, rábanos, tiras de bacalao asado a la lumbre, naranjas uvas o melón.

### Poza
Pan preñado de aceite que se toma acompañado de bacalao, aceitunas y sorbos de vino.

### Ensalada de alcauciles
En Villardompardo se prepara utilizando el cogollo del alcaucil, junto con tomate picado y muy poca lechuga.

### Aceite y vinagre
Tomate picado al que se añade naranja, huevo cocido y atún. Todo aliñado con sal, aceite y vinagre. Se puede acompañar con una tira de bacalao. Es parecido al salmorejo cordobés pero con los trozos picados en vez de triturados.

### Gusanillos
Son dulces parecidos a los pestiños.Primero se elabora una masa, seguidamente se le da forma de gusano(forma retorcida). Después se fríen en la sartén y una vez sacados de la misma, se embadurnan en azúcar y canela(mezclados previamente).Tienen un bocado muy fino.

### Hornazos
Bollo de pan que lleva un huevo cocido en sus entrañas de harina amasada. Son típicos de la noche de Jueves Santo.

### Bizcochos de la princesa
Dulces parecidos a las tradicionales magdalenas pero de mayor tamaño y mucho más jugosos y delicados.

## Economía

### Evolución de la deuda viva municipal
El concepto de deuda viva contempla sólo las deudas con cajas y bancos relativas a créditos financieros, valores de renta fija y préstamos o créditos transferidos a terceros, excluyéndose, por tanto, la deuda comercial.
| Gráfica de evolución de la deuda viva del Ayuntamiento de Villardompardo entre 2008 y 2023                |
| |
| Deuda viva del Ayuntamiento de Villardompardo, en miles de euros, según datos del Ministerio de Hacienda. |